# Grid Compass
Grid Compass (префикс Grid от производителя Grid Systems Corporation) — первый ноутбук. Был разработан в 1982 году по заказу правительства США.

## Дизайн
Использовался корпус-раскладушка, который был изготовлен из магниевого сплава. Ноутбук был оснащён процессором Intel 8086, электролюминесцентным дисплеем, 340-килобайтной магнитоэлектронной памятью и 1200-бит/секундным модемом. Устройства, такие как жёсткий диск и дискета, могли быть подключены при помощи IEEE-488 I/O (известного как General Purpose Instrumentation Bus (GPIB)). Этот порт позволял подключать несколько устройств к шине устройства. Ноутбук весил 5 кг. Питался от ~110/220 Вольт переменного тока, 47-66 Гц, 75 Ватт.
На Grid Compass была установлена собственная операционная система GRiD O/S. Его специализированное программное обеспечение и высокая цена (8000 — 10 000 долларов США) означали, что его применение было ограничено особыми задачами. Главным заказчиком было правительство США. НАСА использовало его на шаттлах в начале 1980-х годов, поскольку он был мощным, лёгким и компактным. Специальные войска США также приобретали его, так как его могли использовать парашютисты в бою.
Наряду с Gavilan SC и Sharp PC-5000, выпущенными в следующем году, Grid Compass создал основу для большинства последующих портативных компьютеров, хотя сама концепция ноутбука во многом была связана с проектом Dynabook, разработанным Xerox PARC в 1960-х годах. Компания-производитель Grid Compass впоследствии получила значительную отдачу от своих патентных прав, поскольку её нововведения стали обычным явлением.

## Производство
Разработка началась в 1979 году. Первая модель, 1101, была выпущена в апреле 1982 года; Grid Compass 1100 не существовал, за исключением маркетинговых материалов. Внешний вид ноутбука был создан британским промышленным дизайнером Биллом Моггриджем.